# Rue Houdart-de-Lamotte
La rue Houdart-de-Lamotte est une rue du 15e arrondissement de Paris.

## Origine du nom

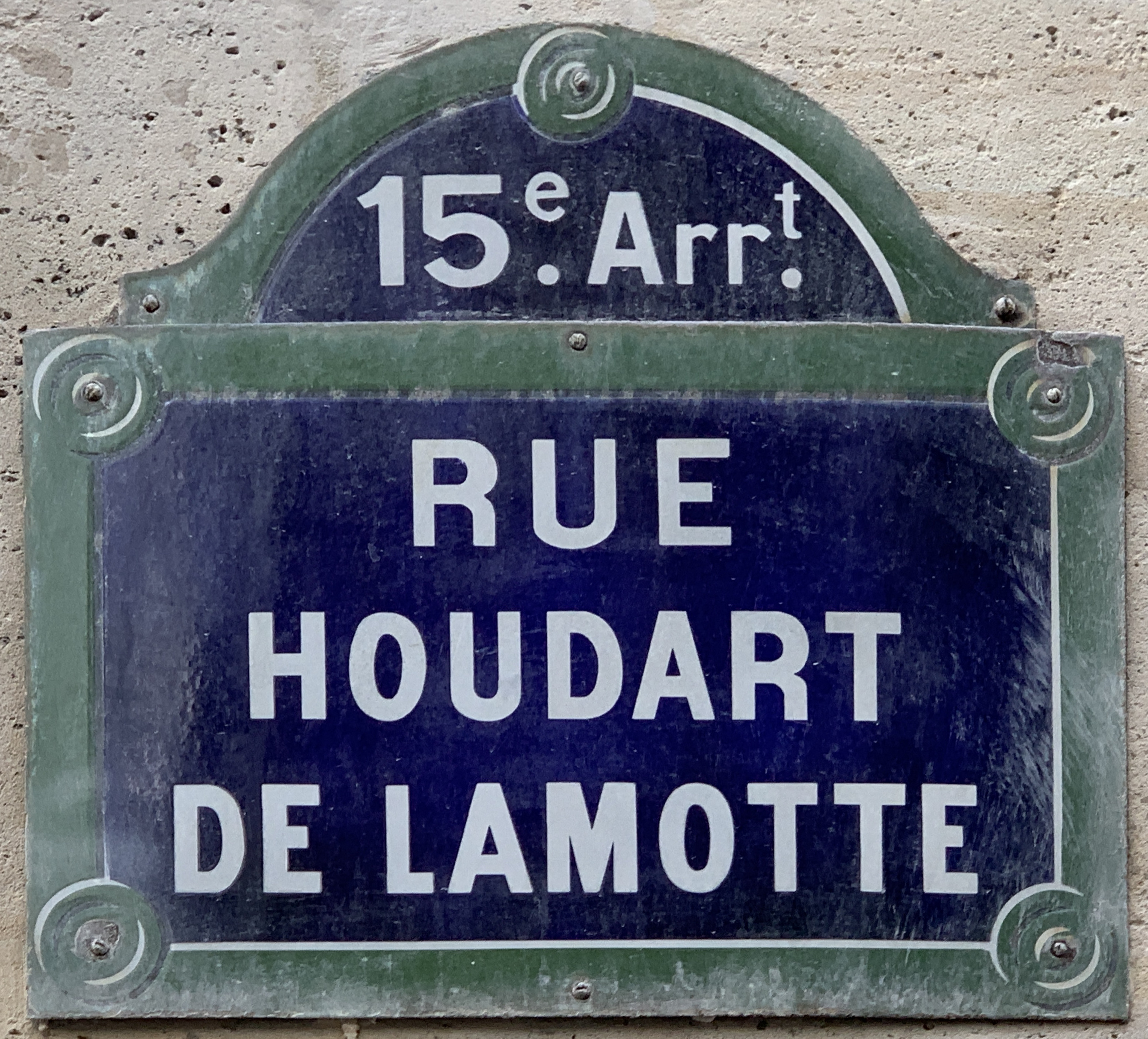
Plaque de la rue.

La rue doit son nom au colonel Charles Antoine Houdar de La Motte (1773-1806), tué à la bataille d'Iéna.

## Historique
La voie est ouverte et prend sa dénomination actuelle en 1905. 